# Aptilotus pogophallus
Aptilotus pogophallus är en tvåvingeart som beskrevs av Marshall och Smith 1990. Aptilotus pogophallus ingår i släktet Aptilotus och familjen hoppflugor.
Artens utbredningsområde är Nova Scotia. Inga underarter finns listade i Catalogue of Life.